# Kasteel Eijckholt

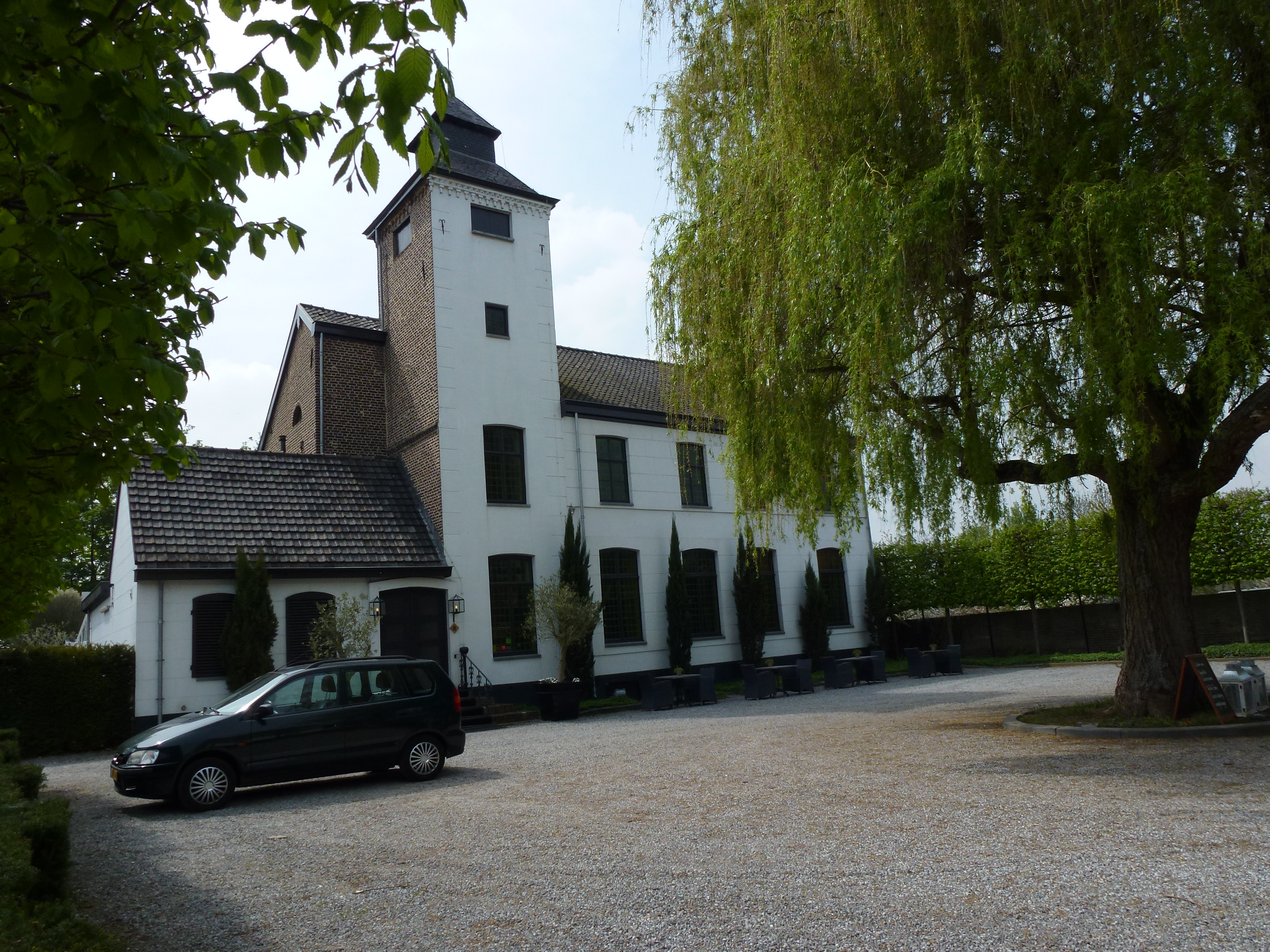
Kasteel Eijckholt in 2013

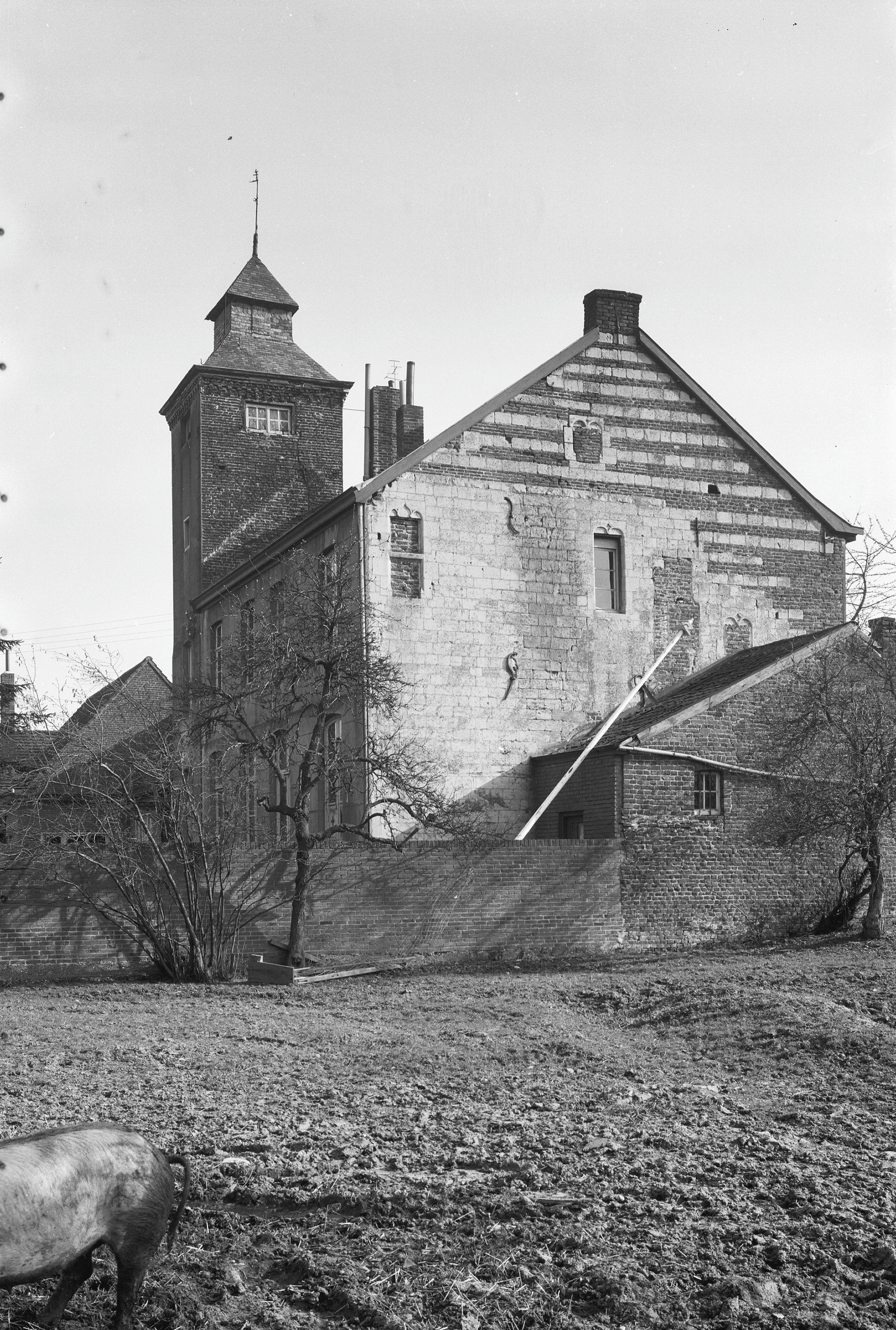
Kasteel Eijckholt in 1965

Kasteel Eijckholt, ook wel Eykolt genoemd, is een kasteel te Roosteren en dateert uit het midden van de 18e eeuw.
De oorspronkelijke naam was het Heufke. De naam Eijckholt wordt sinds 1769 gebruikt, toen Joannes Henriscus Eijckholt van Maaseik het kasteel verwierf.
Voor het kasteel staat de Kapel Eijckholt.

## Geschiedenis
Over de geschiedenis van het Heufke is weinig bekend. Het goed was in de eerste helft van de 17e eeuw in handen van de familie Van Rossum. In 1769 werd het goed overgedragen naar de familie Eijckholt.
In 1877 kocht het gemeentebestuur het goed op verzoek van de pastoor van Roosteren. Daardoor kreeg de kapelaan de beschikking over de ene helft van het goed en de Zusters van de Goddelijke Voorzienigheid de andere helft. Vanaf 1877 tot 1951 deed het kasteel dienst als klooster voor deze zusterorde.
Na restauratie is het kasteel in 1977 in gebruik genomen als een restaurant en partycentrum.

## Kasteel
De uit de 16e eeuw daterende toren is ouder dan het kasteel. Het kleine witte kasteel was oorspronkelijk een kasteelboerderij. Wellicht ging het hier om een versterkt huis. Er zijn geen sporen van een omgrachting aangetroffen.
Het pand is voorzien van een jaarsteen met het jaar 1688. Vermoedelijk is in opdracht van de familie Van Rossum het kasteel verbouwd, waardoor het zijn tegenwoordige vorm aan te danken heeft.